# Yoshida Ken
Ken Yoshida (吉田 謙, sinh ngày 1 tháng 3 năm 1970) là một huấn luyện viên và cựu cầu thủ bóng đá người Nhật Bản.
Ken Yoshida đã dẫn dắt Azul Claro Numazu.